# Fürstenstein (gmina)
Fürstenstein – gmina w Niemczech, w kraju związkowym Bawaria, w rejencji Dolna Bawaria, w regionie Donau-Wald, w powiecie Pasawa. Leży około 20 km na północny zachód od Pasawy, przy linii kolejowej Deggendorf – Freyung.

## Podział administracyjny
W skład gminy wchodzą trzy jednostki administracyjne: Fürstenstein, Nammering i Oberpolling.

## Demografia
| Rok  | Liczba mieszk. |
| ---- | -------------- |
| 1970 | 3669           |
| 1987 | 3550           |
| 2000 | 3487           |

## Polityka
Wójtem od 2002 jest Stephan Gawlik (CSU), jego poprzednikiem był Josef Wax.

### Oświata
(na 1999)

W gminie znajduje się 90 miejsc przedszkolnych (85 dzieci) oraz szkoła podstawowa (22 nauczycieli, 312 uczniów).

## Współpraca
Miejscowość partnerska:
- Fürstenwalde – dzielnica Altenberga, Saksonia